# Ott vagy, Istenem? Én vagyok az, Margaret
Az Ott vagy, Istenem? Én vagyok az, Margaret (eredeti cím: Are You There God? It's Me, Margaret.) 2023-ban bemutatott amerikai dráma filmvígjáték, amelyet Kelly Fremon Craig írt és rendezett Judy Blume 1970-ben megjelent Are You There God? It's Me, Margaret. című regénye alapján. A főbb szerepekben Abby Ryder Fortson, Rachel McAdams, Elle Graham, Benny Safdie és Kathy Bates látható.
Világpremierje 2023. április 23-án volt a San Franciscó-i Nemzetközi Filmfesztiválon, az Amerikai Egyesült Államokban 2023. április 28-án jelent meg a Lionsgate Films forgalmazásában. Magyarországon az HBO Max mutatta be 2024. február 9-én. Általánosságban pozitív véleményeket kapott a kritikusoktól. Világszerte összesen 21,5 millió dolláros bevételt ért el a 30 milliós költségvetésével szemben.

## Cselekmény
1970-ben, a tizenegy éves Margaret Simon egy nyári táborozás után hazatér New Yorkba, szülei, Barbara és Herb bejelentik, hogy a családnak New Jersey egyik külvárosába kell költöznie a lány apjának munkája miatt. Margaretet lesújtja a hír, különösen azért, mert attól fél, nem láthatja majd olyan gyakran a nagymamáját, Sylviát. Elkezd beszélgetni Istennel a félelmeiről, gondolatairól és reményeiről.
Miután New Jerseybe költöznek, hamar összebarátkozik Nancy Wheelerrel, aki a szomszédságában lakik, és ugyanabba az osztályba jár vele. Margaretet is felveszik az ő baráti körébe, amely egyelőre Nancy barátnőiből, Gretchen Potterből és Janie Loomisból áll. Új iskolájában elmondja tanárának, Mr. Benedictnek, hogy nem szereti a vallási ünnepeket. Az ő családjában nem tartják meg őket, mert az édesanyja keresztény, az édesapja pedig zsidó. Margaret szülei rá bízták, ha majd idősebb lesz, ő maga választ hitet. Édesanyja nem tartja a kapcsolatot szüleivel, Paullal és Maryvel, amióta összeházasodott Herbbel.

## Szereplők
| Szerep           | Színész              | Magyar hang      |
| ---------------- | -------------------- | ---------------- |
| Margaret Simon   | Abby Ryder Fortson   | Vadász Laura     |
| Barbara Simon    | Rachel McAdams       | Zakariás Éva     |
| Sylvia Simon     | Kathy Bates          | Halász Aranka    |
| Herb Simon       | Benny Safdie         | Turi Bálint      |
| Nancy Wheeler    | Elle Graham          | Schmidt Karolina |
| Janie Loomis     | Amari Alexis Price   |                  |
| Gretchen Potter  | Katherine Kupferer   |                  |
| Mrs. Jan Wheeler | Kate MacCluggage     |                  |
| Moose Freed      | Aidan Wojtak-Hissong |                  |
| Evan Wheeler     | Landon S. Baxter     |                  |
| Mr. Benedict     | Echo Kellum          |                  |
| Philip Leroy     | Zackary Brooks       |                  |
| Laura Danker     | Isol Young           |                  |
| Norman Fisher    | Simms May            |                  |
| Paul Hutchins    | Gary Houston         |                  |
| Mary Hutchins    | Mia Dillon           |                  |

### Magyar változat
- Bemondó: Bordi András
- Magyar szöveg: Vajda Evelin
- Hangmérnök és vágó: Kis Pál
- Felvevő hangmérnök: Soltész Márton
- Gyártásvezető: Farkas Márta
- Szinkronrendező: Nikodém Gerda
- Produkciós vezető: Fodor Eszter

A szinkront a MAHIR Szinkron Kft. készítette el.

## A film készítése
Miután 49 éven keresztül elutasította könyve adaptációs ajánlatait, Judy Blume végül eladta a filmjogokat James L. Brooksnak és Kelly Fremon Craignek. Craig vállalta a forgatókönyvírást és a rendezést. A forgalmazási jogokért folyó versenyt a Lionsgate nyerte meg.
2021 februárjában bejelentették, hogy Abby Ryder Fortson alakítja a címszereplő Margaretet, míg Rachel McAdams az édesanyját. Kathy Bates márciusban. Benny Safdie pedig áprilisban csatlakozott a szereplőgárdához.
A forgatás 2021. április 1-jén kezdődött Charlotte-ban. Később május végén Concordban is forgattak, és a munkálatok 2021 júniusában fejeződtek be. A film zenéjét Hans Zimmer szerezte.

## Bemutató
Ott vagy, Istenem? Én vagyok az, Margaret világpremierje 2023. április 23-án volt a San Franciscó-i Nemzetközi Filmfesztiválon, és 2023. április 28-án mutatta be a Lionsgate Films. Az eredeti tervek szerint 2022. szeptember 16-án jelent volna meg.
2023. június 6-án VOD-on, Blu-rayen és DVD-n 2023. július 11-én jelent meg.